# Javier Mascherano
Javier Alejandro Mascherano (* 8. června 1984, San Lorenzo, Santa Fe) je bývalý argentinský fotbalový záložník a člen argentinské reprezentace. Mohl hrát také na pozici středního obránce. Kromě argentinského má i italské státní občanství. Momentálně je trenérem v Americkém klubu Inter Miami CF.
Jeho dvě nejčastější přezdívky jsou Masche a El Jefecito (Malý šéf). Bývalí argentinští fotbalisté Jorge Valdano a Jorge Solari označili Mascherana za možná nejlepšího středního záložníka světa.
Když v roce 2020 ukončil kariéru, byl historicky nejvytíženějším hráčem reprezentace se 147 zápasy.

## Klubová kariéra
Mascherano začal svou kariéru v CA River Plate. Svůj první seniorský titul vyhrál v sezóně 2003/04, vyhrál Primera División (Argentina). Vyhrál také zlatou olympijskou medaili s Argentinou na LOH 2004 v Athénách a stříbrnou medaili na Copa América 2004. V roce 2005 přestoupil do brazilského Corinthians, hned první sezónu vyhrál brazilskou Serii A. Mascherano se přesunul do Evropy přestupem do anglického týmu West Ham United FC. Každopádně neobvyklé smluvní podmínky s Media Sports Investments zmařily jeho krátký pobyt v klubu a na začátku roku 2007 šel do Liverpoolu na hostování.
Ve své první sezóně vybojoval druhé místo v Lize mistrů a znovu skončil na druhém místě na Copa América s Argentinou. V únoru roku 2008 se stal oficiálně hráčem Liverpoolu za 18,6 miliónů liber.
Svou kariéru ukončil v argentinském klubu Estudiantes de La Plata v listopadu 2020.

## Reprezentační kariéra
Vyhrál svou druhou zlatou olympijskou medaili s Argentinou v Pekingu na LOH 2008 (vítězství ve finále 1:0 nad Nigérií), což se mu povedlo jako prvnímu fotbalistovi od roku 1928. Předtím triumfoval na LOH 2004 v řeckých Aténách.
Trenér Diego Maradona ho označil za klíčového hráče národního týmu a dal mu kapitánskou pásku a uvedl že jeho tým je pouze Jonás Gutiérrez, Javier Mascherano, Lionel Messi a osm dalších.
Trenér Alejandro Sabella jej vzal na Mistrovství světa 2014 v Brazílii. Ve finále s Německem Argentina prohrála 0:1 v prodloužení a získala stříbrné medaile. Ve finále podal výborný výkon.

## Úspěchy

### Individuální
- Sestava sezóny Ligy mistrů UEFA – 2014/15[13]

## Statistiky
Aktualizováno: 13. květen 2012
| Klub             | Sezóna           | Liga   | Liga | Pohár  | Pohár | Kontinentální | Kontinentální | Celkem | Celkem |
| Klub             | Sezóna           | Starty | Góly | Starty | Góly  | Starty        | Góly          | Starty | Góly   |
| ---------------- | ---------------- | ------ | ---- | ------ | ----- | ------------- | ------------- | ------ | ------ |
| River Plate      | 2003–04          | 20     | 0    | 0      | 0     | 0             | 0             | 20     | 0      |
| River Plate      | 2004–05          | 26     | 1    | 0      | 0     | 0             | 0             | 26     | 1      |
| River Plate      | Celkem           | 46     | 1    | 0      | 0     | 0             | 0             | 46     | 1      |
| Corinthians      | 2005             | 8      | 0    | 0      | 0     | 0             | 0             | 8      | 0      |
| Corinthians      | 2006             | 18     | 0    | 2      | 0     | 0             | 0             | 20     | 0      |
| Corinthians      | Celkem           | 26     | 0    | 2      | 0     | 0             | 0             | 28     | 0      |
| West Ham         | 2006–07          | 5      | 0    | 0      | 0     | 0             | 0             | 5      | 0      |
| West Ham         | Celkem           | 5      | 0    | 0      | 0     | 0             | 0             | 5      | 0      |
| Liverpool        | 2006–07          | 7      | 0    | 0      | 0     | 4             | 0             | 11     | 0      |
| Liverpool        | 2007–08          | 25     | 1    | 3      | 0     | 13            | 0             | 41     | 1      |
| Liverpool        | 2008–09          | 27     | 0    | 3      | 0     | 8             | 0             | 38     | 0      |
| Liverpool        | 2009–10          | 34     | 0    | 1      | 0     | 13            | 1             | 48     | 1      |
| Liverpool        | 2010–11          | 1      | 0    | 0      | 0     | 0             | 0             | 1      | 0      |
| Liverpool        | Celkem           | 94     | 1    | 7      | 0     | 38            | 1             | 139    | 2      |
| Barcelona        | 2010–11          | 27     | 0    | 7      | 0     | 11            | 0             | 45     | 0      |
| Barcelona        | 2011–12          | 31     | 0    | 8      | 0     | 12            | 0             | 51     | 0      |
| Barcelona        | Celkem           | 58     | 0    | 15     | 0     | 23            | 0             | 96     | 0      |
| Celkem v kariéře | Celkem v kariéře | 229    | 2    | 24     | 0     | 61            | 1             | 314    | 3      |